# WRB Stixenstein–Kranichberg
A  „STIXENSTEIN“, „FORCHTENSTEIN“, „EBENFURTH“, „TRIEST“ „KALKSBURG“ és „KRANICHBERG“ egy szerkocsis tehervonati gőzmozdonysorozat volt a  Bécs-Győr (Gloggnitzer) Vasútnál (németül:Wien–Raaber (Gloggnitzer) Eisenbahn, WRB/WGB).
1848-ban John Haswell két 1B tengelyelrendezésű mozdonyt tervezett a „STIXENSTEIN“ és a „FORCHTENSTEIN“-t, mint egységes tehervonati mozdonyt. Ezeket a mozdonyokat követte 1850-ben és 1852-ben két-két ugyanilyen építésű mozdony. Ezek belsőkeretes, belső vezérlésű  külsőhengeresek voltak és legtöbb méretük megegyezett az „ESTERHÁZ“ -„LIESING“ személyvonati mozdonyokéval. A „TRIEST“ –et később átnevezték „WEILBURG“ –ra. A WGB általában az itt bemutatott és a BRUCK típusaival bonyolította le a Bécsújhely—Sopron vonalon a forgalmat. A WGB déli vonalainak államosítása után a BRUCK típusból hármat átvitt a tulajdonában maradt Wien—Bruck-i vonalra, melyet később tovább épített Újszőnyig (ma:Komárom). Ezt a vonalrészt, még elkészülte előtt, eladta a ÁVT-nek, a mozdonyokkal együtt. A déli vonalrészen maradt BRUCK típusú mozdonyok végül az Déli Vasút állagába kerültek, de magyar vonalakon nem közlekedtek.
A WRB STIXENSTEIN típus gépei a vonalak államosításakor mind a K.k. Südliche Staatsbahn (SStB) állagába kerültek, ahol a III kategória 38-43 pályaszámait kapták. A vonalcsoport eladása után, 1858-tól a Déli Vasút tulajdonába kerültek, ahol előbb az SB 9 (régi), majd 1864-től az SB 15 sorozat 276-281 pályaszámait kapták és újra magyar vonalakon közlekedtek.
1879 és 1885 között selejtezték őket.

## Fordítás
- Ez a szócikk részben vagy egészben  a   WRB – Stixenstein bis Kranichberg című német Wikipédia-szócikk fordításán alapul.  Az eredeti cikk szerkesztőit annak laptörténete sorolja fel. Ez a jelzés csupán a megfogalmazás eredetét és a szerzői jogokat jelzi, nem szolgál a cikkben szereplő információk forrásmegjelöléseként.